# Russ Hamilton (zanger)
Russ Hamilton (Everton, 19 januari 1932 - Buckley, 11 oktober 2008) was een Britse zanger en songwriter.

## Jeugd
Russ Hamilton groeide op in Liverpool en werkte als verkoper, later als entertainer voor het vakantiepark Butlins.

## Carrière
Samen met enkele collega's richtte hij een skiffleband op, waarmee hij in 1957 de single We Will Make Love opnam, die prompt de 2e plaats van de Britse hitlijst bereikte. De single werd ook in de Verenigde Staten gepubliceerd, waar de B-kant Rainbow een 4e plaats scoorde in de Billboard Hot 100. Hij was daardoor de eerste Britse ster, die zowel in het Verenigd Koninkrijk als in de Verenigde Staten succes had. In het Verenigd Koninkrijk kreeg hij een gouden plaat.
Verrast door het plotselinge succes bleef hij desondanks trouw aan Butlins en trachtte beide bezigheden te verbinden. De daaropvolgende single Wedding Ring bereikte de top 20 van de Britse singlehitlijst. Verdere singles flopten in het Verenigd Koninkrijk. In 1960 tekende hij een contract voor de Verenigde Staten bij MGM Records, maar kon ondanks talrijke singles ook daar geen verdere successen boeken. Hij toerde daar met The Rolling Stones en trad op in de Patti Page-show. Aan het begin van de jaren 1960 was zijn muziekcarrière ten einde.
In 1967 trad hij nog een keer op als entertainer en in 1986 speelde hij We Will Make Love in de musical Grease tijdens een voorstelling in Chester.

## Overlijden
Russ Hamilton overleed in oktober 2008 op 76-jarige leeftijd.

## Discografie

### Singles
- 1957: We Will Make Love / Rainbow
- 1957: Wedding Ring / I Still Belong to You
- 1958: Little One / I Had a Dream
- 1958: I Don't Know / My Mother's Eyes
- 1958: Tip Toe Through the Tulips / Drifting and Dreaming
- 1958: September in the Rain / I Wonder Who's Kissing Her Now
- 1958: Things I Didn't Say / Strange Are the Ways of Love
- 1959: The Reprieve of Tom Dooley / Dreaming of You
- 1959: My Unbreakable Heart / I Found You
- 1959: Smile, Smile, Smile and Sing, Sing Sing / Shadow
- 1960: Mama / Things No Money Can Buy
- 1960: It's a Sin to Tell a Lie / Folks Get Married in the Spring
- 1960: Gonna Find Me a Bluebird / Choir Girl
- 1961: The Lonesome Cowboy / My Love
- 1962: Take a Chance on Me / I Stand Around
- 1963: Valley of Love / Loneliest Boy in Town
- 1963: We Will Make Love / No One Can Love Like You

- Gemeinsame Normdatei: 135029295
- International Standard Name Identifier: 0000 0001 3127 9233
- Library of Congress Control Number: n94075798
- MusicBrainz: 390aed44-4634-482f-81f4-cb5dae05fa39
- Nationale Bibliotheek van Israël: 987007332453305171
- Virtual International Authority File: 300488898